# كوليت براند
كوليت براند هي متزحلقة حرة سويسرية، ولدت في 5 نوفمبر 1967 في سويسرا.

## وصلات خارجية
- كوليت براند على موقع الاتحاد الدولي للتزلج (التزلج الحر) (الإنجليزية)
- كوليت براند على موقع اللجنة الأولمبية الدولية (الإنجليزية)
- كوليت براند على موقع أوليمبيديا (الإنجليزية)